# Ljudmila Nikolajewna Popowskaja
Ljudmila Nikolajewna Popowskaja (russisch Людмила Николаевна Поповская, engl. Transkription Lyudmila Popovskaya, verheiratete Сколобанова – Skolobanowa – Skolobanova; * 17. Dezember 1950 in Iwanowo) ist eine ehemalige russische Fünfkämpferin, die für die Sowjetunion startete.
Bei den Leichtathletik-Europameisterschaften 1974 in Rom wurde sie Fünfte und bei den Olympischen Spielen 1976 in Montreal Vierte.
1976 wurde sie Sowjetische Meisterin. Ihre persönliche Bestleistung von 4783 Punkten stellte sie am 16. Mai 1976 in Sotschi auf.